# NGC 899
NGC 899 (другие обозначения — ESO 545-7, MCG -4-6-30, UGCA 26, IRAS02195-2103, PGC 8990) — галактика в созвездии Кит.
Этот объект входит в число перечисленных в оригинальной редакции «Нового общего каталога».
Является одной из тройки взаимодействующих галактик, другие две — IC 223 и NGC 907.
Галактика NGC 899 входит в состав группы галактик NGC 908. Помимо NGC 899 в группу также входят ESO 544-30, PGC 8666, IC 223, NGC 907, NGC 908, ESO 545-16 и ESO 545-2.